# 滨河巴尔德普拉多
滨河巴尔德普拉多，是西班牙坎塔布里亚的一个市镇。总面积89平方公里，总人口327人（2001年），人口密度4人/平方公里。